# Lucicutia ellipsoidalis
Lucicutia ellipsoidalis är en kräftdjursart som beskrevs av Rodsky 1950. Lucicutia ellipsoidalis ingår i släktet Lucicutia och familjen Lucicutiidae. Inga underarter finns listade i Catalogue of Life.